# Associazione Calcio Prato 1984-1985
Questa voce raccoglie le informazioni riguardanti l'Associazione Calcio Prato nelle competizioni ufficiali della stagione 1984-1985.

## Rosa
| N. |                   | Ruolo | Calciatore        |
| -- | ----------------- | ----- | ----------------- |
|    | Italia (bandiera) |       | Agrumi            |
|    | Italia (bandiera) | D     | Daniele Allori    |
|    | Italia (bandiera) | D     | Andrea Bellini    |
|    | Italia (bandiera) | D     | Marco Bertolucci  |
|    | Italia (bandiera) | C     | Federico Bonacchi |
|    | Italia (bandiera) |       | Cassiolato        |
|    | Italia (bandiera) | C     | Massimo Ceccaroni |
|    | Italia (bandiera) | D     | Rosangelo Colombo |
|    | Italia (bandiera) | C     | Giorgio Colucci   |
|    | Italia (bandiera) | C     | Vincenzo Esposito |
|    | Italia (bandiera) | C     | Sergio Ferretti   |

| N. |                   | Ruolo | Calciatore          |
| -- | ----------------- | ----- | ------------------- |
|    | Italia (bandiera) | D     | Fabrizio Gorin (II) |
|    | Italia (bandiera) | D     | Stefano Guerra      |
|    | Italia (bandiera) | C     | Maurizio Improta    |
|    | Italia (bandiera) | D     | Leonardo Musolesi   |
|    | Italia (bandiera) | A     | Emilio Pessina      |
|    | Italia (bandiera) | P     | Andrea Puggelli     |
|    | Italia (bandiera) | A     | Antonio Ravot       |
|    | Italia (bandiera) | D     | Claudio Simoni      |
|    | Italia (bandiera) | C     | Fabrizio Spagnuolo  |
|    | Italia (bandiera) | A     | Andrea Telesio      |
|    | Italia (bandiera) | P     | Antonio Vettore     |

## Risultati

### Serie C2

#### Girone di andata
| 23 settembre 1984 1ª giornata | Massese | 0 – 0 | Prato |  |

| 30 settembre 1984 2ª giornata | Prato | 0 – 0 | Torres |  |

| 7 ottobre 1984 3ª giornata | Lodigiani | 1 – 2 | Prato |  |

| 14 ottobre 1984 4ª giornata | Prato | 2 – 2 | Civitavecchia |  |

| 21 ottobre 1984 5ª giornata | Nuorese | 1 – 7 | Prato |  |

| 23 ottobre 1984 6ª giornata | Vogherese | 0 – 0 | Prato |  |

| 4 novembre 1984 7ª giornata | Prato | 1 – 0 | Savona |  |

| 11 novembre 1984 8ª giornata | Siena | 0 – 4 | Prato |  |

| 13 novembre 1984 9ª giornata | Prato | 1 – 0 | Olbia |  |

| 20 novembre 1984 10ª giornata | Derthona | 3 – 1 | Prato |  |

| 2 dicembre 1984 11ª giornata | Prato | 1 – 1 | Lucchese |  |

| 9 dicembre 1984 12ª giornata | Prato | 2 – 0 | Alessandria |  |

| 16 dicembre 1984 13ª giornata | Montevarchi | 1 – 3 | Prato |  |

| 23 dicembre 1984 14ª giornata | Prato | 2 – 0 | Pontedera |  |

| 6 gennaio 1985 15ª giornata | Spezia | 0 – 0 | Prato |  |

| 13 gennaio 1985 16ª giornata | Prato | 2 – 1 | Carbonia |  |

| 20 gennaio 1985 17ª giornata | Imperia | 0 – 0 | Prato |  |

#### Girone di ritorno
| 3 febbraio 1985 18ª giornata | Prato | 2 – 1 | Massese |  |

| 10 febbraio 1985 19ª giornata | Torres | 1 – 1 | Prato |  |

| 17 febbraio 1985 20ª giornata | Prato | 3 – 1 | Lodigiani |  |

| 24 febbraio 1985 21ª giornata | Civitavecchia | 1 – 0 | Prato |  |

| 3 marzo 1985 22ª giornata | Prato | 1 – 1 | Nuorese |  |

| 10 marzo 1985 23ª giornata | Prato | 0 – 0 | Vogherese |  |

| 17 marzo 1985 24ª giornata | Savona | 0 – 0 | Prato |  |

| 24 marzo 1985 25ª giornata | Prato | 0 – 0 | Siena |  |

| 6 aprile 1985 26ª giornata | Olbia | 1 – 1 | Prato |  |

| 14 aprile 1985 27ª giornata | Prato | 1 – 0 | Derthona |  |

| 21 aprile 1985 28ª giornata | Lucchese | 2 – 0 | Prato |  |

| 5 maggio 1985 29ª giornata | Alessandria | 3 – 0 | Prato |  |

| 12 maggio 1985 30ª giornata | Prato | 2 – 0 | Montevarchi |  |

| 19 maggio 1985 31ª giornata | Pontedera | 1 – 0 | Prato |  |

| 26 maggio 1985 32ª giornata | Prato | 0 – 0 | Spezia |  |

| 2 giugno 1985 33ª giornata | Carbonia | 3 – 2 | Prato |  |

| 9 giugno 1985 34ª giornata | Prato | 4 – 2 | Imperia |  |